# Joseph Madec
Joseph Théophile Louis Marie Madec (ur. 15 marca 1923 w Ploërmel, zm. 6 lutego 2013) – francuski duchowny katolicki, biskup.

## Życiorys
Joseph Madec urodził się 15 marca 1923 roku w Ploërmel we Francji. W dniu 5 kwietnia 1947 roku został wyświęcony na kapłana, 8 lutego 1983 roku wyznaczony na biskupa diecezji Frejus-Toulon. 10 kwietnia 1983 roku otrzymał święcenia biskupie. Ze względu na wiek przeszedł na emeryturę w dniu 16 maja 2000 roku. Zmarł 6 lutego 2013 roku, mając 89 lat.